# Gare de Rœschwoog
Gare de Rœschwoog vasútállomás Franciaországban, Rœschwoog településen.

## Vasútvonalak
Az állomást az alábbi vasútvonalak érintik:
- Strasbourg-Lauterbourg-vasútvonal

## Kapcsolódó állomások
A vasútállomáshoz az alábbi állomások vannak a legközelebb:
- Gare de Roppenheim
- Gare de Rountzenheim